# Breza
Breza è un comune della Federazione di Bosnia ed Erzegovina situato nel Cantone di Zenica-Doboj con 14.564 abitanti al censimento 2013.
Confina con i comuni di Ilijaš, Kakanj, Vareš e Visoko. La sua economia si basa in gran parte sulla miniera di carbone, aperta nel 1907, e su alcune piccole-medie imprese, oltre che su una diffusa agricoltura di sussistenza a livello familiare. Breza dista dalla capitale della Bosnia-Erzegovina, Sarajevo, 25 km e da Zenica, capoluogo del Cantone di Zenica-Doboj, 60 km. L'altitudine della cittadina varia dal 450 ai 1.100 m s.l.m. Lungo la città passa il fiume Stavnja, che la divide in due parti, mentre nella parte nord-est del comune passa il torrente Misoča. Breza ha una posizione geografica molto favorevole, in quanto è collegata alla strada statale M-17 Sarajevo–Zenica tramite la strada regionale Podlugovi–Breza–Vareš–Križevci e tramite la strada locale Visoko–Prhinje–Breza; inoltre, tramite la diramazione ferroviaria Podlugovi–Vareš, Breza ha potenzialmente accesso alla ferrovia statale (linee per Zagabria e Belgrado verso N e per Sarajevo-Mostar-Ploče-Neum verso S).
Il Comune di Breza è composto da 28 frazioni tuttora abitate, organizzate in 13 Comunità locali. Secondo i dati anagrafici del 1991 il comune di Breza contava 17.317 abitanti, di cui 13.079 (76%) di nazionalità bosniaco-musulmana (bosgnacchi), 2.122 (12%) di nazionalità serba, 815 (5%) di nazionalità croata e 1.126 (7%) di altri. L'ultima guerra provocò un cambiamento della situazione demografica della città, riducendo la popolazione di circa il 20%. Oggi sul territorio comunale risultano infatti censite 14.564 persone (dati censimento 2013).

## Storia
Breza viene già menzionata come località in documenti storici risalenti al I secolo d.C. sotto il nome di Haedum Castellum Desitiatium (fortezza dei Desitiati). Fu uno dei centri di residenza della battagliera tribù illira dei Desitiati e di questo periodo si ritrovano sparse sull'intero territorio comunale diverse importanti testimonianze. Il cippo di Breza, conservato allo Zemaljski muzej Bosne i Hercegovine (Museo Nazionale della Bosnia-Erzegovina) di Sarajevo, dimostra che i Desitiati seppero conservare nel I e II sec. d. C. la loro autonomia da Roma.
Il monumento principale di Breza è una basilica di epoca tardo-romana. Questo reperto, catalogato come "Basilica tardo-romana di Crkvina a Breza", è stato dichiarato monumento nazionale della Bosnia-Erzegovina. Consiste di un sito archeologico con i resti di un'antica basilica ad ingresso laterale, analoga a un'altra individuata sul sito di Binbirkilise, oggi in Turchia, e di altri reperti rinvenuti nell'area (frammenti di colonne e capitelli, armi e altri oggetti) che sono stati trasportati al Museo Nazionale della Bosnia-Erzegovina di Sarajevo per meglio preservarli.
La basilica fu costruita nel VI (o, secondo alcuni altri, VII) secolo d.C. e fu riscoperta nel 1930 dall'allora curatore del Museo Nazionale di Sarajevo, Dr. Gregor Cremosnik. È lunga 27 m e larga 19. Si ritiene che sia stata costruita all'epoca dell'imperatore Giustiniano, immediatamente dopo il crollo dello Stato Ostrogoto nella regione o durante le guerre Goto-Bizantine, quando l'area di Breza venne riannessa all'Impero Romano d'Oriente (nel 537).